# Brunópolis
Brunópolis este un oraș în Santa Catarina (SC), Brazilia.